# Reina Nacional del Turismo 2015
El Reina Nacional del Turismo 2015 fue la primera (1º) edición del certamen Reina Nacional del Turismo , que se llevó a cabo el 10 de septiembre de 2015 en el Hotel Hesperia World Trade Center de la ciudad de Valencia,Carabobo. 24 candidatas de diversos estados del país competirán por el título. Al final del evento, Faddya Isabel Halabi Troisi, Miss Turismo Internacional 2014-2015 , coronó a su sucesora Bárbara Garrido de Carabobo

La ganadora representará a Venezuela en el venidero Miss Turismo Internacional 2015-2016 en Vietnam y en el Miss Queen Of The Years en Malasia

## Resultados
| Resultado                         | Candidata |
| --------------------------------- | --- |
| Reina Nacional del Turismo 2015   | - Carabobo - Barbara Garrido |
| Miss Queen Of The Years Venezuela | - Distrito Capital- Veronica Lira |
| 1ª Finalista                      | - Falcón - Maria de las Mercedes Araujo |
| 2ª Finalista                      | - Yaracuy - Nieves Ramos |
| Top 10                            | - Apure- Karin Miranda - Barinas- Victoria Lamas - Mérida- Perla Bullone - Miranda- Ariana Carreño - Trujillo- Maria Gómez - Zulia -Inés Manzanal |

## Premiaciones
| Premio             | Candidata Ganadora              |
| ------------------ | ------------------------------- |
| Mejor Traje Típico | Mérida- Perla Bullone           |
| Mejor Traje Típico | Vargas-Patricia Morales         |
| Miss Fotogénica    | Carabobo - Barbara Garrido      |
| Miss Amistad       | Bolívar - Anais Delgado         |
| Miss Elegancia     | Sucre - Patricia Álvarez        |
| Miss Internet      | Distrito Capital- Veronica Lira |

### Jurado final
Estos son miembros del jurado que evaluaron a las semi y finalistas del Reina Nacional del Turismo 2015:
- Iván Dumont , Fotógrafo.
- Alyz Henrich ,Miss Tierra 2013.
- Prince Julio Cesar, Diseñador.
- Ivian Sarcos,  Miss Mundo 2011.
- Alecia Franco de Ortega , Periodista.
- Alejandro Fajardo, Diseñador.
- Jacqueline Aguilera,  Miss Mundo 1995.
- Sofía Lucini de Barón
- Giovanni Scutaro, Diseñador.

## Candidatas
24 candidatas competirán en el certamen:
(En la tabla se utiliza su nombre completo, los sobrenombres van entrecomillados y los apellidos utilizados como nombre artístico, entre paréntesis; fuera de ella se utilizan sus nombres «artísticos» o simplificados)
| Estado/Región     | Candidata                      | Edad | Estatura (m) |
| ----------------- | ------------------------------ | ---- | ------------ |
| Amazonas          | Bárbara Rodríguez              | 18   | 1,76 m       |
| Estado Anzoátegui | Verónica Dugarte               | 19   | 1,64 m       |
| Apure             | Karin Miranda                  | 19   | 1,76 m       |
| Aragua            | Andrea Michelle Gutiérrez      | 22   | 1,70 m       |
| Barinas           | Victoria Lamas                 | 19   | 1,78 m       |
| Bolívar           | Anais Delgado                  | 19   | 1,76 m       |
| Carabobo          | Barbara Garrido                | 20   | 1,75 m       |
| Cojedes           | Wuanadys Yurinay Díaz Gómez    | 18   | 1,71 m       |
| Delta Amacuro     | Veronica Medina                | 19   | 1,70 m       |
| Distrito Capital  | Veronica Lira Soledad          | 21   | 1,74 m       |
| Falcón            | Maria de las Mercedes Araujo   | 19   | 1,73 m       |
| Guárico           | Eurelis Yarubi Rojas Rivero    | 21   | 1,70 m       |
| Lara              | Oriana De Freitas              | 18   | 1,69 m       |
| Mérida            | Perla Bullone                  | 22   | 1,74 m       |
| Miranda           | Ariana Antonell Carreño Segura | 19   | 1,79 m       |
| Monagas           | Andrea Estefanía Espinoza Mata | 22   | 1,70 m       |
| Nueva Esparta     | Ariana Salas Torrealba         | 21   | 1,71 m       |
| Portuguesa        | Ana Rivas                      | 20   | 1,71 m       |
| Sucre             | Patricia Álvarez               | 22   | 1,72 m       |
| Táchira           | Laura Granado                  | 18   | 1,68 m       |
| Trujillo          | María Gómez                    | 18   | 1,73 m       |
| Vargas            | Patricia Morales               | 20   | 1,66 m       |
| Yaracuy           | Nieves Ramos                   | 18   | 1,75 m       |
| Zulia             | Inés Manzanal                  | 21   | 1,71 m       |